# Радомир
 Тази статия е за града в Област Перник.  За други значения вижте Радомир (пояснение).  
Ра̀домир е град в Западна България. Той се намира в област Перник и е в близост до градовете Батановци и Перник. Градът е втори по големина в областта след Перник и е административен център на община Радомир. По данни на ГРАО към 15 юни 2023 г. в града живеят 13 025 души по настоящ адрес и 14 364 души по постоянен адрес.

## География
Град Радомир е разположен на 764 метра надморска височина в Радомирската котловина, в подножието на планината Голо бърдо. Той е център на историко-географската област Мраката.
В североизточната разширена централна част на града се намира естественият водопад с височина 10 – 12 метра „Бучалото“. Той е оттбелязан като природна забележителност в пътеписи на Константин Иречек и Иван Вазов.
В централната част на планината Голо бърдо, частично в землището на Радомир, се намира природният резерват „Острица“ с обща площ от 1346 декара и буферна зона от 1281 декара. В резервата е регистрирано изключително голямо разнообразие от растителни видове – 362 вида и подвида, отнасящи се към 212 рода и 56 семейства, което представлява 12% от видовото богатство на България, 27% от родовете и 43% от всички семейства на нашата флора. Дърветата и храстите са 36 вида, а тревистите растения – 316. Тук се намират ендемити – растения, чието разпространение е ограничено, и реликти – растения, които са запазени само на изолирани места. В тази естествена ботаническа градина на първо място е поставено урумовото лале. Следват го българското карамфилче, метличините, сръбското звънче, кримското омайниче, орхидеите и други.

## История
Радомир е средновековен град, изграден над праисторическо, антично селище и некропол.
В историята на малкия град не са се запазили много имена на свещеници и духовници, но факт е, че Радомирската котловина е била защитавана в християнския дух и след падането на България под османско владичество в края на XIV век. През 1418 г. в околностите на Радомир избухва вълна от недоволство срещу тежките данъци наложени от османските управници. По това време населението не е надхвърляло 6 – 7 хиляди души в цялата котловина, но то е давало добри занаятчийски продукти. Местните хора са били предимно земеделци и животновъди, но редом с тях е вървял и занаятът. Много известни са били така наречените „кацари“, които са произвеждали бъчви известни чак до Беломорието. В с. Дрен е имало дърворезбари несравними по майсторство.
Недоволството на хората прераства във въоръжен бунт, който в началото има известен успех. Разгневени от дързостта на бунтовниците османските управници бързо се справят с шепата хора и почти целият район е изселен (някои са продадени в робство, някои заточени далеч от родните им места), като кръвопролития не имало. Да не забравяме, че все пак част от българите са били със специален статут в тогавашната османска държава, която все още не е империя (империята се основава след падането на Константинопол през 1453 г.). Нито една от българските църкви не е разрушена през по-късните периоди, а са построени нови. Двете религии – християнството и исляма съжителстват доста време чак до Освобождението. Нагледен пример е благородният Муса бей в днешното село Гълъбник, който е раздал земите си на бедни българи, и Териш ага собственик на всеизвестния хан „Тъмни клисури“ на разклона за с. Углярци, който е подслонявал без пари бедните. Около 50 – 60 години след малкия бунт част от хората почват да се завръщат и възраждат българския бит и култура, който е жив и до днес.
Населението е с будно национално съзнание. Първите училища в Радомир са създадени от хора, отдали се на богослужението. Една от видните личности през епохата на Възраждането е архимандрит Зиновий Поппетров, който е развивал своята будна дейност в този район.
През 30-те години на 19 век оттук минава френският геолог Ами Буе, който описва Радомир като малко градче с не повече от 2000 – 3000 жители по-скоро приличащо на село. Над площада, който е малко наклонен, се намира конакът на Мюселим с харема и градините му, обградени със стени. На самия площад има добре уредена странноприемница, държана от един грък от Янина.
Според свидетелства на посетили града през 1862 година американски мисионери, той има предимно турско население, а българите нямат свое училище. В гр. Радомир учебното дело датира от 1868 г.
В Руско-турската война от 1877 – 1878 г. вземат участие 25 опълченци от Радомирско. Последен знаменосец на Самарското знаме е Никола Корчев, родом от с. Долна Диканя, Радомирско. След освобождението знамето е донесено в гр. Радомир от установилата се тук Трета опълченска дружина и се съхранява в радомирските казарми до 1882 г.
При избухването на Балканската война през 1912 година четиринадесет души от града са доброволци в Македоно-одринското опълчение.
През 1918 г. гр. Радомир става център на Войнишкото въстание. Оттук на 27 септември 1918 г. България за първи път е провъзгласена за република. На 10 януари 1944 г. след въздушен бой на български и немски изтребители с 280 самолета – 180 англо-американски бомбардировачи и 100 изтребителя, в който са свалени 8 „летящи крепости“ и 3 изтребителя, при Радомир е свален и загива кап. Герхард Венгел.
През 1976 година край града започва строителството на един от последните големи проекти на социалистическия период – останалият незавършен Завод за тежко машиностроене – Радомир.

## Население
Численост на населението според преброяванията през годините:
| \| Година на преброяване \| Численост \| \| --------------------- \| --------- \| \| 1934 \| 7030 \| \| 1946 \| 7199 \| \| 1956 \| 8079 \| \| 1965 \| 9818 \| \| 1975 \| 11 809 \| \| 1985 \| 16 460 \| \| 1992 \| 16 909 \| \| 2001 \| 15 785 \| \| 2011 \| 14 494 \| \| 2019 \| 12 843 \| \| 2021 \| 13 135 \| |           |
| Година на преброяване | Численост |
| 1934 | 7030      |
| 1946 | 7199      |
| 1956 | 8079      |
| 1965 | 9818      |
| 1975 | 11 809    |
| 1985 | 16 460    |
| 1992 | 16 909    |
| 2001 | 15 785    |
| 2011 | 14 494    |
| 2019 | 12 843    |
| 2021 | 13 135    |

## Етнически състав
Преброяване на населението през 2011 г.
Численост и дял на етническите групи според преброяването на населението през 2011 г.:
|                     | Численост | Дял (в %) |
| Общо                | 14 494    | 100       |
| Българи             | 12 403    | 85,57     |
| Турци               | 27        | 0,2       |
| Цигани              | 866       | 5,97      |
| Други               | 22        | 0,15      |
| Не се самоопределят | 107       | 0,74      |
| Неотговорили        | 1069      | 7,37      |

## Управление
В настоящия общински съвет на Радомир (мандат 2015 – 2019 година) влизат 8 представители на ПП ГЕРБ, 3 – на МК „НОВ БЪЛГАРСКИ ПЪТ“, 2 – на ПП „БЪЛГАРСКА СОЦИАЛИСТИЧЕСКА ПАРТИЯ“, 2 – на ПП „Съюз на патриотичните сили „Защита““, 2 – на партия Зелените, 2 – на ПП „Български демократичен център – БДЦ“, 1 – на Коалиция „Народен съюз“, 1 – на ПП „Обединени земеделци“.

## Икономика
Град Радомир с неговите предприятия от леката и най-вече тежката промишленост е част от Софиийско-Пернишко-Радомирския комплекс, който осигурява над 20% от промишлената продукция на страната.
Днес гр. Радомир е съвременен град със свой облик, стопанска инфраструктура, природни забележителности и културни институти. На територията му работят фирми на тежкото машиностроене и други промишлености – „Бесттехника“ АД /бивш Завод за заводите „Червена могила“/, „Радомир метали“, „Симинвест“, електротехническата „АК Електрик“ АД и фармацевтичната компания за производство на ветеринарни и хуманни медикаменти „Ветпром“ АД.

## Инфраструктура
Радомир е важна жп гара по линията София-Дупница-Благоевград-Петрич-Кулата, от нея тръгва и главна жп линия № 6 за Кюстендил и Гюешево-пътуващите от София за Кюстендил правят връзката си тук.
В община Радомир има 13 учебни заведения, 3 детски градини, 25 читалища, 1 младежки дом, три музейни експозиции
Образование
- Техническа професионална гимназия „Никола Йонков Вапцаров“
- Профилирана природо-математическа гимназия/СОУ „Св. св. Кирил и Методий“
- Професионална гимназия по транспорт "Юрий Гагарин ”
- ОУ „Христо Смирненски“

## Култура
За град Радомир е характерно православието. Религията почти винаги е играла ключова роля както в битието на радомирци така и в духовното им израстване.
В града е организирано „Историческо дружество“ – Радомир.
Архитектурни забележителности
- Архитектурен ансамбъл по северния, южния и източния фронт на централната градска част на гр. Радомир. Сградите са строени през 18-19 век.
- Стойова къща. Строена за жилищни нужди през 17 век. Сградата е от редките представители на възрожденската архитектура за този край. В нея е изградена етнографска експозиция „Традиционно народно облекло и тъкани от Радомирско.
- Църква „Св.в.м. Димитрий“, строена през 1863 г.
- Комплекс късносредновековна църква „Св. Петка“ и килийно училище с. Радибош.

Църквата е построена в уютна долина на югозападните склонове на Черна гора. Тя има богата история. Била е под закрилата на Рилския манастир и негови монаси често са навестявали този край. В края на 16 век в църквата е донесена една от първите старопечатни книги, печатана във Венеция през 1538 година от Божидар Вукович. Към нея са били позвързани 16 страници от 15 век, дело на книжовника Владислав Граматик. Книгата и ръкописните листи се съхраняват в Националния исторически музей.
Въз основа на архитектурните данни и стиловите особености на стенописите, старата част от църквата се отнася към края на 16 век.
През 1847 година църквата е разширена на запад и следващите години е изографисана от самоковския художник Никола Образописов. Иконостасът е дело на Младен Богоин от Радибош.
През 1826 година при църквата се открива първото в Радомирско килийно училище. Учителят е мирянин – Раде Вилаетски от село Върба.
Към средата на века в храма е свещенодействал поп Михаил, който е бил и учители.
Училището е функционирало до 1965 година. През 80-те години на 20 век е реставрирано. Изградена е малка експозиция за историята на църквата, училището и родовете в селото. Архитектурният комплекс е обект на културен туризъм.
- Средновековна църква „Св. Богородица“ с. Прибой. Стенописите на църквата са един от големите паметници на късносредновековната монументална живопис.
- Средновековна църква „Св. Никола“ с. Чуковец. Въз основа на строителната техника и обемно-плановото решение строежа на църквата се отнася към 16-17 век. В нея са открити средновековни стенописи, а възрожденските стенописи са дело на самоковски зографи.

Музеи
- Музей „Войнишко въстание“, пазещ реликви от въстанието през 1918 г., когато в град Радомир е обявена република.

Редовни събития
Всяка година на 26 октомври се празнува Димитровден – денят на град Радомир.
Спорт
- ФК „Струмска слава“
- ВК „Ветерани Радомир“

## Известни личности
Родени в Радомир
- Симеон Ананиев (р. 1955), администратор
- Георги Аначков (1920 – 1995), офицер от Държавна сигурност
- Георги Арнаудов, македоно-одрински опълченец, 36-годишен, четата на Георги Мяхов[10]
- Богомил Бонев (р. 1957), политик
- Нигрета Величкова (1936 – 2013), учен, преподавател и статистик
- Асен Даскалов (1899 – 1925), революционер
- Симеон Идакиев (р. 1941), журналист, пътешественик
- Никола Котев, революционер от ВМОРО, четник на Лазар Димов[11]
- Димитър Лазаров (? – 1925), революционер
- Светослав Минков (1902 – 1966), писател
- Отон Барбар (1881 – ?), общественик
- Асен Начев собственик на винарна изба, производител на вина и други алкохолни напитки до 1944 г.
- Тодор Христов Николов (12.IV.1909 – 25.XI.1932), деец на ВМРО[12]
- Емилия Радева (р. 1932), актриса
- Петко Ал. Петков (р. 1920), партиен и стопански деец, кмет на Кюстендил (1950 – 1955)
- Богомил Симеонов (1922 – 1991), актьор
- Миле Йовев Чучулков, опълченец от с. Прибой (махала Чучулкова), участвал в Балканската война 1912 – 1913 г. от 14-и пехотен македонски полк, убит на моста Орляк, област Демирхисар (Македония) на 25.06.1913 г., набор 1893 г. Сражавал се и в с. Лахна (Гърция) Серско. Военно-последовател ефр. Станислав Ангелов Христов набор 1986 г. – военнослужещ гарнизон София, под. 34 340 – 54 150 Горна баня.

Починали в Радомир
- Златан Бойкикев (1822 – ?), революционер
- Георги Маджаров (1870 – 1923), просветен деец, директор на гимназията в Радомир
- Климент Хаджов (1878 – 1948), просветен деец

Свързани с Радомир
- Иван Гърков, опълченец, роден в Калище, живял и починал в Радомир
- Зиновий Поппетров (1838 – 1911), църковен и просветен деец, революционер
- Ненко Хранов, опълченец и народен представител в Следосвобожденска България, роден в Ракиловци, живял и починал в Радомир

## Други
На Радомир е наречена улица в София (Карта).